# Emmanuel Patron
Pour les articles homonymes, voir Patron.
Emmanuel Patron est un acteur français, né le 8 août 1962 à Levallois-Perret.

## Biographie
Son grand-père, Georges Chaperot était scénariste (La Cage aux rossignols) et sa sœur, Armelle Patron, est scénariste à la télévision (Mademoiselle, Vous les femmes...). Ensemble ils écrivent pour le cinéma et la télévision.
En 1981, Emmanuel obtient une licence de théâtre et cinéma et en 1984 il suit le cours Charles Dullin pendant trois ans. Emmanuel travaille aussi régulièrement lors de stages avec Philippe Hottier (Théâtre du Soleil), Élisabeth Chailloux, Adel Hakim et Bob Mc Andrew, à New York et à Paris.
Pour passer le concours de scénographe de la rue Blanche, il interviewe un metteur en scène de Théâtre qui l'engage pour jouer le rôle du précepteur dans Un mois à la campagne de Tourgueniev. Il découvre le métier de comédien et intègre le cours Charles Dullin.
En 1986, il crée sa compagnie de théâtre et joue dans les théâtres municipaux de la banlieue parisienne, de province et plusieurs fois au festival d'Avignon.
En 1993, il est remarqué dans Les Palmes de Monsieur Schutz.

## Filmographie

### Cinéma
- 1996 : Delphine 1, Yvan 0 de Dominique Farrugia
- 1997 : L'Homme au masque de fer de Randall Wallace
- 1999 : Les Grandes Bouches de Bernie Bonvoisin
- 2000 : Épouse-moi de Harriet Marin
- 2001 : J'ai faim !!! de Florence Quentin
- 2005 : Sauf le respect que je vous dois de Fabienne Godet
- 2005 : Tu vas rire, mais je te quitte de Philippe Harel
- 2011 : Monsieur Papa de Kad Merad
- 2011 : Parlez-moi de vous de Pierre Pinaud
- 2023 : Je ne suis pas un héros de Rudy Milstein

### Télévision
- 1992 : Samedi soir avec les Nouveaux : un des 5 nouveaux
- 1996 : Les Cordier, juge et flic, épisode 3615 Pretty Doll
- 1998 : Sous le soleil, série télévisée sur TF1, épisode 83 : Passé composé : Yves Gautier
- 1998 : Marc Eliot : 1 épisode
- 1999 : La Vocation d'Adrienne, téléfilm sur TF1
- 2002 : Père et Maire : 1 épisode
- 2004 : Léa Parker
- 2004 : Sœur Thérèse.com
- 2006 : Ambre a disparu, avec Miou-Miou, Laure Marsac, Annie Grégorio : le père de Ambre
- 2006 : David Nolande
- 2006 : Le Monsieur d'en face d'Alain Robillard : Vincent Monceaux
- 2007 : Bac +70 de Laurent Levy
- 2007 : R.I.S Police scientifique, série policière, saison 2, épisode 5 Preuve d'amour
- 2008 : Duval et Moretti, série policière, sur M6 : 21 épisodes dans le rôle de Duval
- 2008 : La Main blanche, mini-série en 4 épisodes de 52 minutes de Dennis Berry sur TF1 avec Ingrid Chauvin, Bruno Madinier et Virginie Pauc
- 2008 : Joséphine, ange gardien, épisode Le festin d'Alain : Stéphane
- 2009 : Les Petits Meurtres d'Agatha Christie, épisode Am stram gram de Stéphane Kappes
- 2010 : L'Amour vache de Christophe Douchand avec Delphine Chanéac et Thierry Neuvic
- 2010 - Diane, femme flic, épisode Que justice soit faite de Jean-Michel Fages
- 2010 : Camping Paradis, saison 2, épisode 2 Mamans en grève de Philippe Proteau : Julien Chevalier
- 2011 : L'Amour encore plus vache de Christophe Douchand
- 2011 : Week-end chez les toquées, épisodes 3 et 4 de Laurence Katrian
- 2015 : Caïn, saison 3, épisode 5
- 2017 : Un mensonge oublié : scénario avec Armel Patron
- 2019 : Demain nous appartient : Jean-Charles (saison 2, épisodes 446-467)

## Théâtre
- 1986 : Les Précieuses ridicules de Molière
- Long voyage vers la nuit d'Eugene O'Neill
- L'Échange de Paul Claudel
- Scènes de la vie courante de Cami
- Le Festin de balthazar de Benjamin Fondane
- 1993 : Les Palmes de Monsieur Schutz de Jean-Noël Fenwick, mise en scène Gérard Caillaud, Théâtre de la Michodière
- 1998 : Le Bel Air de Londres de Dion Boucicault, mise en scène Adrian Brine, Théâtre de la Porte-Saint-Martin
- 1994 : Ce qui arrive et ce qu'on attend de Jean-Marie Besset, mise en scène Patrice Kerbrat, Théâtre des Mathurins
- 2000 : La Chatte sur un toit Brûlant de Tennessee Williams, mise en scène Patrice Kerbrat, Théâtre de la Renaissance
- 2000 : Edmond de David Mamet, mise en scène Pierre Laville, Théâtre du Rond-Point
- 2001 : Shopping and Fucking de Mark Ravenhill, mise en scène Thierry Harcourt
- 2002 : Les Directeurs de Daniel Besse, mise en scène Étienne Bierry, Théâtre de Poche Montparnasse
- 2003 : Retour de Madison d'Éric Assous, mise en scène de l'auteur, Comédie de la Passerelle
- 2004 : Retour de Madison d'Éric Assous, mise en scène de l'auteur, Café de la Gare
- 2004 : Copier/coller de Jean-Marie Chevret, mise en scène Jean-Pierre Dravel et Olivier Macé, Théâtre Michel
- 2005 : La Locandiera de Carlo Goldoni, mise en scène Alain Sachs, Théâtre Antoine
- 2010 : Le Gai Mariage de Gérard Bitton et Michel Munz, mise en scène José Paul et Agnès Boury, Théâtre des Nouveautés
- 2013 : Une heure de tranquillité de Florian Zeller, mise en scène Ladislas Chollat, Théâtre Antoine
- 2014 : Hollywood de Ron Hutchinson, mise en scène Daniel Colas, Théâtre de la Michodière
- 2015 : Le Père de Florian Zeller, mise en scène Ladislas Chollat, Comédie des Champs-Élysées
- 2016 : Maris et femmes de Woody Allen, mise en scène Stéphane Hillel,  Théâtre de Paris
- 2021 : Chers parents d'Emmanuel Patron et Armelle Patron, théâtre de Paris